# Sorin Babii
Sorin Babii (n. 14 noiembrie 1963, Arad, România) este un fost trăgător de tir român, laureat cu aur la Seul 1988 și cu bronz Barcelona 1992. A reprezentat România la 6 ediții ale Jocurilor Olimpice.

## Biografie
A început tirul la 13 ani, la Arad. Prima participare la Jocurile Olimpice a fost în 1984, la Los Angeles când s-a clasat pe locul al 11-lea. În 1988, la Seul i-a învins pe toți cei 43 de concurenți din 31 de țări la proba pistol liber, chiar în prima zi a Jocurilor Olimpice. A câștigat titlul de campion olimpic. În 1992, la Olimpiada de la Barcelona, s-a aflat în fruntea clasamentului până la ultimul cartuș, când a tras 8,9 puncte. A câștigat bronzul olimpic. Atinge un record de prezență la Jocurile Olimpice: în 2004, la Atena, a fost la a șasea participare, record pe care l-a deținut până acum doar Lia Manoliu. Este cadru militar MApN deținând gradul de locotenent colonel, în rezervă. În cariera lui de sportiv a tras peste 300.000 de cartușe.
„În tir nu se poate vorbi de noroc, ci de pregătire. În plus, contează enorm echilibrul psihic, mai mult chiar decât pregătirea tehnico-tactică”.
După retragerea sa din activitate el a activat ca antrenor. În perioada 2010-2019 a fost președinte al Federației Române de Tir.
În 2000 i-a fost conferit Ordinul național „Pentru Merit” în grad de Comandor.

## Rezultate de referință

### Medalii de aur
- 1988 - Jocurile Olimpice de la Seul - pistol liber
- 1989 - Campionatul European de la Copenhaga – pistol 10 m
- 1995 - Campionatul European de la Zürich – pistol liber
- 1999 - Cupa Mondiala de la Seul - pistol liber
- 2005 - Balcaniada de Tir de la Iași - pistol 10 m

### Medalii de argint
- 1985 - Campionatul European de la Osijek - pistol liber
- 1987 - Campionatul European de la Lahti - pistol liber
- 1992 - Campionatul European de la Budapesta -10 m
- 1995 - Campionatul European de la Zürich – pistol liber (echipa, alături de Constantin Tîrloiu și Gheorghe Pop)
- 1997 - Campionatul European de la Varșovia – pistol 10 m (echipa, alături de Constantin Tîrloiu și Gheorghe Pop)
- 2002 - Cupa Mondiala Sydney – pistol 50 m

### Medalii de bronz
- 1989 - Campionatele Mondiale de la Sarajevo - pistol 10 m
- 1990 - Campionatele Europene de la Arnhem - pistol 10 m
- 1991 - Campionatele Mondiale de la Savanger - pistol 10 m
- 1992 - Jocurile Olimpice de la Barcelona – pistol 10 m
- 1997 - Campionatele Europene de la Varșovia - pistol 10 m
- 1999 - Campionatul European de la Arnhem – pistol 10 m
- 1999 - Cupa Mondiala de la München – pistol 50 m
- 2002 - Cupa Mondiala de la Sydney – pistol 10 m
- 2004 - Concursul de Plzeň (Cehia) din calendarul Cupei Mondiale